# Martin Margiela
Martin Margiela (Genk, 9 aprile 1957) è uno stilista belga.

## Biografia
Ha svolto i suoi studi presso l'Accademia reale di belle arti di Anversa fra il 1977 e il 1980. Ha lavorato dapprima come designer freelance, in collaborazione con stilisti come Jean-Paul Gaultier e, dal 1988, su collezioni proprie.
Considerato un nome di riferimento nel campo della moda d'avanguardia, lavora sul concetto della decostruzione degli abiti per dare loro nuovi significati, rifacendosi alla libertà sartoriale degli anni '70, allo standard conservatore degli anni '80, quando inizia la sua carriera, e privilegiando la creatività e il recupero anziché seguire un'idea di moda come lusso e ostentazione. Decostruzione degli abiti significa ad esempio tagliare e rimontare insieme parti di abiti vecchi, mettere in mostra fodere e parti interne, staccare e rimontare le maniche in modo nuovo. Questa concezione riprende ed amplia la pratica del punk e dello street style del tagliare e strappare t-shirt e jeans. I colori dominanti nelle sue prime collezioni sono colori potenti come il nero, il bianco e il rosso.
Nel 1997 è nominato direttore artistico delle collezioni da donna della casa francese di alta moda Hermès, della quale rispetta la tradizione di lusso e di alta qualità sartoriale continuando però a lavorare sui limiti delle strutture tradizionali degli abiti, creando ad esempio maglioni reversibili e cappotti-mantella. Ha collaborato con la pop star americana Lady Gaga agli albori della sua carriera.
Parallelamente, continua il lavoro in proprio per la Maison Martin Margiela, la cui prima boutique apre a Tokyo nel 2000. Nel 2002 la Maison Martin Margiela entra a far parte del gruppo Only The Brave (OTB) di Renzo Rosso, già proprietario di Diesel e Staff International. Nel 2014 esce definitivamente di scena, il brand cambierà poi nome in “Maison Margiela”.